# Drukarz

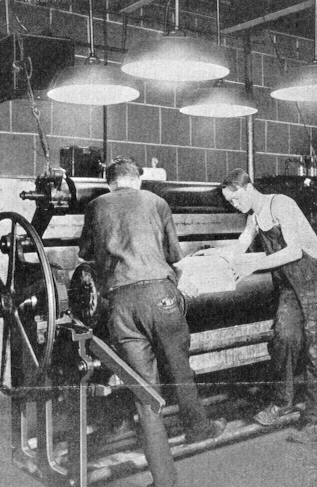
Robotnicy w drukarni przy prasie drukarskiej, ok. 1918

Drukarz – zawód polegający na drukowaniu książek lub gazet. Dawniej odciskali oni czcionki na papierze. Do najsłynniejszych drukarzy należeli m.in.: Jan Gutenberg i Łazarz Andrysowicz.
Potocznie każdy wykwalifikowany pracownik przemysłu poligraficznego. Inaczej poligraf, maszynista.